# Kylemore (Sudafrica)
Kylemore è un centro abitato sudafricano situato nella municipalità distrettuale di Cape Winelands nella provincia del Capo Occidentale.

## Geografia fisica
Il piccolo centro sorge a circa 10 chilometri a est di Stellenbosch e a circa 50 chilometri a est di Città del Capo.